# Denali National Park and Preserve

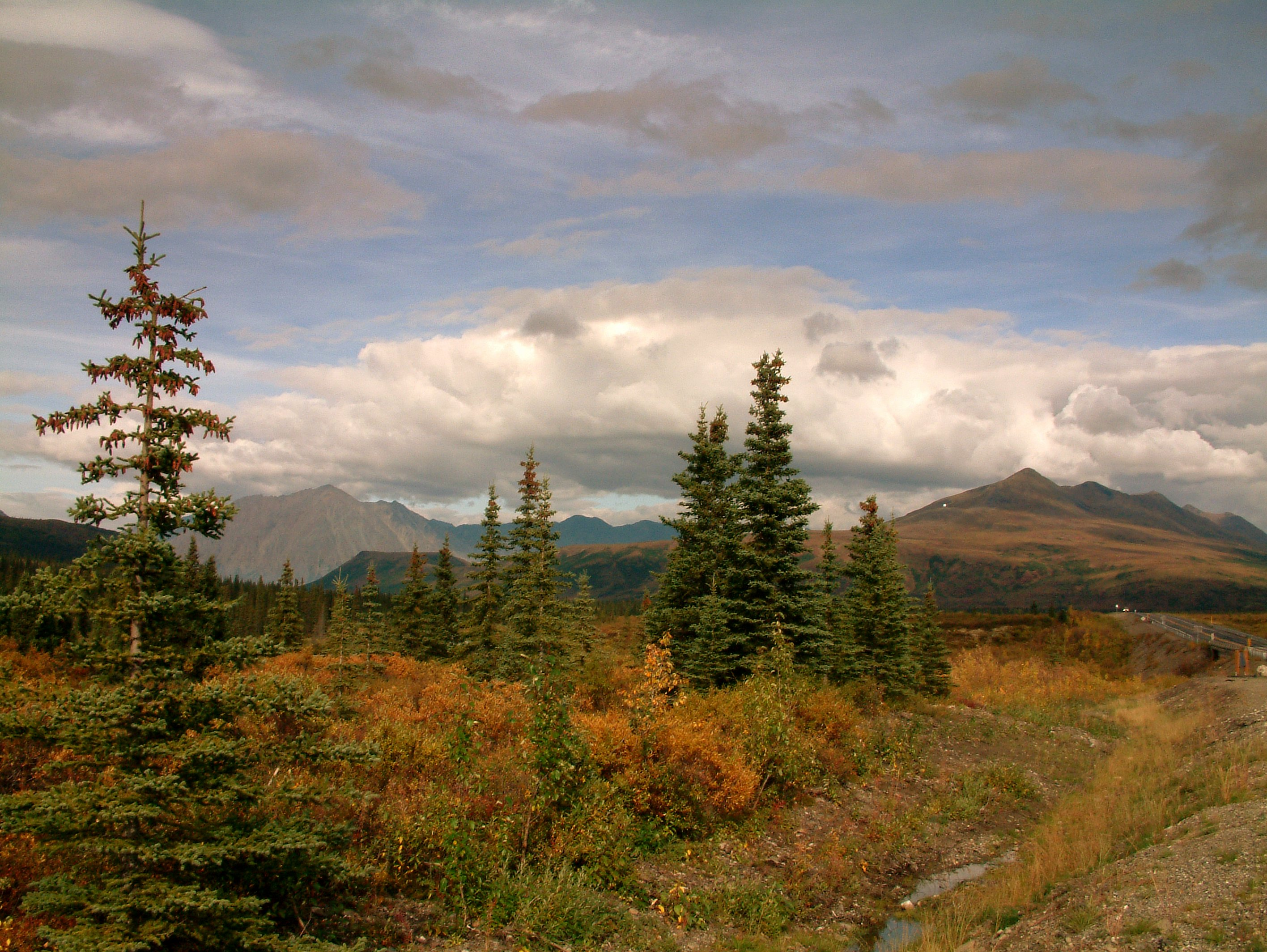
Denali National Park

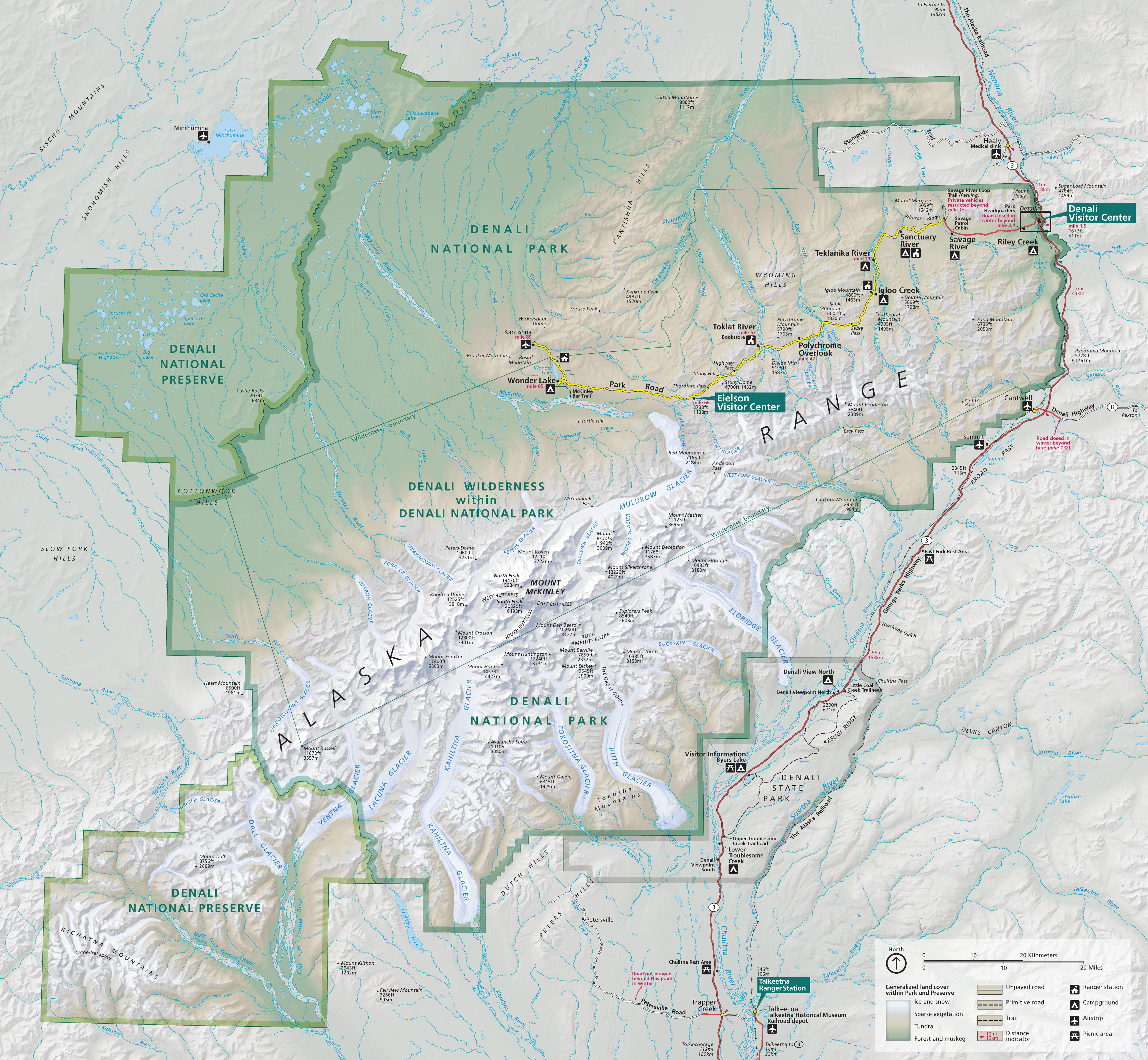
Kaart van Denali National Park and Preserve

Denali National Park and Preserve is een nationaal park, dat in Alaska, de meest noordelijke staat van de Verenigde Staten, ligt. Denali betekent in het Athabascaans "de grote" en refereert aan de hoogste berg in Noord-Amerika, de Denali (voorheen Mount McKinley). Denali omvat een volledig subarctisch ecosysteem met grote zoogdieren, zoals grizzlyberen, wolven, rendieren en elanden.
Het natuurpark werd op 26 februari 1917 opgericht als het Mt. McKinley National Park. In 1980 werd de oppervlakte verdrievoudigd (2,4 miljoen hectare) en werd het park omgedoopt tot Denali National Park and Preserve. Veel bergen van het Alaskagebergte, waaronder de Mount Foraker, liggen in het park.
Acadia · American Samoa · Arches · Badlands · Big Bend · Biscayne · Black Canyon of the Gunnison · Bryce Canyon · Canyonlands · Capitol Reef · Carlsbad Caverns · Channel Islands · Congaree · Crater Lake · Cuyahoga Valley · Death Valley · Denali · Dry Tortugas · Everglades · Gates of the Arctic · Glacier · Glacier Bay · Grand Canyon · Grand Teton · Great Basin · Great Sand Dunes · Great Smoky Mountains · Guadalupe Mountains · Haleakalā · Hawaii Volcanoes · Hot Springs · Indiana Dunes · Isle Royale · Joshua Tree · Katmai · Kenai Fjords · Kings Canyon · Kobuk Valley · Lake Clark · Lassen Volcanic · Mammoth Cave · Mesa Verde · Mount Rainier · New River Gorge · North Cascades · Olympic · Petrified Forest · Pinnacles · Redwood · Rocky Mountain · Saguaro · Sequoia · Shenandoah · Theodore Roosevelt · Virgin Islands · Voyageurs · Wind Cave · Wrangell-St. Elias · Yellowstone · Yosemite · Zion